# Cesidio Guazzaroni
Cesidio Guazzaroni (Loreto Aprutino, 5 januari 1911 - Rome, 2 oktober 2004) was een Italiaanse diplomaat en politicus. Hij was een grote aanhanger van het europeanisme.

## Biografie
Guazzaroni studeerde rechten en politicologie aan de Universiteit van Rome. Tussen 1937 en 1940 werkte hij als student-assistent en docent  op de Faculteit Economie en Bedrijfskunde. Zijn specialiteit was Internationaal Recht. Tussen november 1940 en 1945 was hij de Italiaanse ambassadeur in nazi-Duitsland. Vervolgens was hij tussen 1945 en 1951 ambassadeur in de Verenigde Staten en de Sovjet-Unie.
Tussen 1951 en 1954 was Guazzaroni de adjudant-stafchef van de Italiaanse minister van Buitenlandse Zaken. In deze functie was Guazzaroni nauw betrokken bij de onderhandelingen over de oprichting van de Europese Gemeenschappen. In 1954 werd hij benoemd tot hoofd van het secretariaat van de Italiaanse delegatie bij de Intergouvernementele Conferentie van de Europese Gemeenschap en Euratom. De conferentie leidde uiteindelijk tot het Verdrag van Rome in 1957.
In 1971 werd Guazzaroni benoemd tot directeur-generaal van het Ministerie van Buitenlandse Zaken. Vijf jaar later nam hij ontslag vanwege zijn benoeming tot Europees commissaris. Guazzaroni kreeg de portefeuilles Industrie en Technologie en verving Altiero Spinelli, die ontslag had genomen, voor de resterende zittingstermijn, slechts een half jaar.